# Hal Holbrook
Harold Rowe "Hal" Holbrook, Jr. (Cleveland, Ohio; 17 de febrero de 1925 - Beverly Hills, 23 de enero de 2021) fue un actor estadounidense.  Ganó el premio Tony al mejor actor en una obra de teatro en 1966 por su interpretación de Twain. Continuó interpretando su papel característico durante más de 60 años, y solo se retiró del programa en 2017 debido a su mala salud. A lo largo de su carrera, también ganó cinco premios Primetime Emmy por su trabajo en televisión y fue nominado al Óscar al mejor actor de reparto y a los Premios del Sindicato de Actores en las categorías de Mejor actor de reparto y Mejor reparto.

## Biografía
Harold Rowe Holbrook Jr. nació el 17 de febrero de 1925 en Cleveland, Ohio, hijo de Aileen (de soltera Davenport) Holbrook (1905-1987), bailarina de vodevil, y Harold Rowe Holbrook Sr. (1902-1982).
Holbrook y sus dos hermanas mayores fueron abandonados por sus padres cuando él tenía dos años.  Los tres niños fueron criados por sus abuelos paternos, primero en Weymouth (Massachusetts), y más tarde en el suburbio de Cleveland de Lakewood, Ohio.  Se graduó de la Academia Militar de Culver (ahora parte de las Academias de Culver) y luego de la Universidad Denison, donde un proyecto de honores sobre Mark Twain lo llevó a desarrollar el espectáculo unipersonal por el que se hizo más conocido, una serie de actuaciones llamada Mark Twain Tonight!. También estudió actuación en HB Studio en la ciudad de Nueva York.
De 1942 a 1946, Holbrook sirvió en el Ejército de los Estados Unidos en la Segunda Guerra Mundial, alcanzando el rango de sargento de Estado Mayor; estuvo destinado en Terranova,  donde actuó en producciones teatrales como la obra Lady Precious Stream.

## Trayectoria
La primera actuación en solitario de Holbrook como Twain fue en la Lock Haven State Teachers College de Pensilvania en 1954.  Ed Sullivan lo vio y le dio a Holbrook, de 31 años, su primera exposición nacional en The Ed Sullivan Show el 12 de febrero de 1956. Holbrook también fue miembro de Valley Players (1941-1962), una compañía de teatro de verano con sede en Holyoke, Massachusetts, que actuó en Mountain Park Casino Playhouse en Mountain Park. Se unió a The Lambs Club en 1955, donde comenzó a desarrollar su espectáculo unipersonal. Fue miembro del reparto durante varios años y representó Mark Twain Tonight! como apertura de la temporada de 1957. El Departamento de Estado llegó a enviarle de gira por Europa, lo que incluyó apariciones pioneras tras el Telón de Acero.
En 1959, Holbrook interpretó por primera vez el papel off-Broadway. Columbia Records grabó un LP de fragmentos del espectáculo.
Holbrook actuó en una producción especial para la Feria Mundial de Nueva York  1964/1965, para el Pabellón de Bell Telephone.  Jo Mielziner creó una innovadora atracción audiovisual y utilizó el talento interpretativo de Holbrook en 65 pantallas de acción diferentes para «The Ride of Communications» (La atracción de las comunicaciones) con la película en sí conocida como From Drumbeats to Telstar.
En 1967, Mark Twain Tonight! fue presentado en televisión por CBS y Xerox, y Holbrook recibió un Emmy por su actuación. El Twain de Holbrook se representó por primera vez en Broadway en 1966, y de nuevo en 1977 y 2005; Holbrook tenía 80 años durante su última representación en Broadway, más viejo (por primera vez) que el personaje que interpretaba. Holbrook ganó un premio Tony por la actuación en 1966. Hasta que Holbrook se retiró en 2017, a los 92 años, Mark Twain Tonight! recorrió el país, lo que supuso más de 2.100 representaciones. Esto incluyó una de sus primeras actuaciones en la primavera de 1962 y una de las últimas en septiembre de 2014, en su alma mater del instituto en Indiana.
En 1964, Holbrook interpretó el papel del Mayor en la producción original de la obra de Arthur Miller Incidente en Vichy. En 1968, fue uno de los sustitutos de Richard Kiley en la producción original de Broadway de El hombre de la Mancha, aunque su capacidad como cantante era limitada. En 1966, Holbrook protagonizó junto a Shirley Booth la aclamada producción de CBS Playhouse de The Glass Menagerie.
Holbrook coprotagonizó junto a Martin Sheen el polémico y aclamado telefilme de 1972 That Certain Summer. En 1973, Holbrook apareció como el teniente Neil Briggs, jefe y rival del detective «Dirty» Harry Callahan (Clint Eastwood) en Magnum Force, un «fanático obsesivamente pulcro y primitivo» que apoya la aniquilación de los criminales de San Francisco y que es el líder de un grupo de agentes justicieros.

En 1976, Holbrook fue aclamado por su interpretación de Abraham Lincoln en una serie de especiales de televisión basados en la aclamada biografía de Carl Sandburg. Ganó un Primetime Emmy Award for Outstanding Lead Actor in a Drama Series por la serie de 1970 The Bold Ones: The Senator. También fue famoso por su papel como el enigmático Garganta profunda (cuya identidad se desconocía en aquel momento) en la película Todos los hombres del presidente, y Comandante Joseph Rochefort en la película sobre la Segunda Guerra Mundial La batalla de Midway(película de 1976).  En 1977, protagonizó la película sobre la Segunda Guerra Mundial Julia, y la película de suspense británico-estadounidense Capricornio Uno.

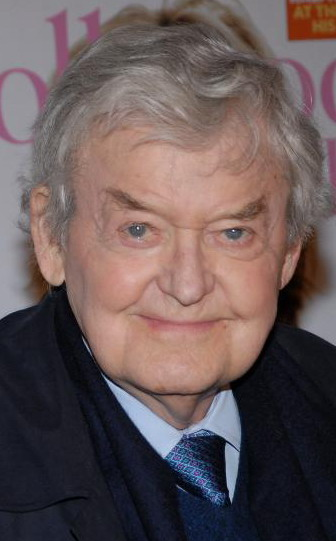
Holbrook en 2007

En 1979, Holbrook protagonizó junto a Katharine Ross, Barry Bostwick y Richard Anderson la película para televisión Asesinato por causas naturales. Apareció en varias miniseries, como George Washington (1984), Norte y Sur (1985/1986) y Vestido gris (1986), y siguió actuando en producciones teatrales, como El rey Lear.  Holbrook fue el narrador en el documental de Ken Burns Lewis & Clark: The Journey of the Corps of Discovery en 1997. De 1986 a 1989, Holbrook tuvo un papel recurrente como Reese Watson en Designing Women, junto a su esposa Dixie Carter. Durante un breve periodo entre 1988 y 1990, Holbrook dirigió cuatro episodios de la serie. Holbrook también tuvo un papel importante en la sitcom Evening Shade durante toda su emisión. Al principio de su carrera, Holbrook trabajó en el teatro y en una telenovela, El día más brillante.
En 1999, Holbrook ingresó en el Salón de la Fama del Teatro Estadounidense. Un año después, Holbrook apareció en Hombres de honor. Holbrook interpretó el papel de Albie Duncan en dos episodios de El ala oeste.
Apareció como presentador en el documental ''The Seventh Day: Revelations From The Lost Pages of History'' (2005).

### Carrera posterior
Apareció en la aclamada película de Sean Penn Hacia rutas salvajes (2007) y recibió una nominación al  Premio de la Academia al Mejor Actor Secundario en la 80ª edición de los Premios de la Academia. En aquel momento, esto convirtió a Holbrook, a sus 82 años, en el nominado de más edad en la historia de los premios de la Academia en la categoría de Mejor Actor de Reparto. Holbrook fue nominado a un Screen Actors Guild Award por su trabajo en la película. Desde finales de agosto hasta mediados de septiembre de 2007, protagonizó el papel de narrador en la producción de Hartford Stage de la obra  Our Town, de Thornton Wilder, un papel que ya había interpretado en televisión.
Holbrook apareció junto a su esposa Dixie Carter en Ese sol de tarde, rodada en el este de Tennessee en el verano de 2008. La película, producida por Dogwood Entertainment, está basada en un relato corto de William Gay. That Evening Sun se estrenó en marzo de 2009 en South By Southwest, donde recibió el Premio del Público al Largometraje Narrativo y un Premio Especial del Jurado al Reparto Conjunto. Joe Leydon de Variety elogió la actuación de Hollbrook en la película como una «actuación estelar en la que destaca su carrera como un irascible granjero octogenario que no se irá tranquilo a esa buena noche». That Evening Sun también se proyectó en el Nashville Film Festival de 2009, donde Holbrook fue galardonado con un premio especial a toda una carrera, y la propia película recibió otro premio del público.
Holbrook apareció como estrella invitada en un episodio de 2006 de la serie de HBO Los Soprano y en el episodio de NCIS «Escapó». El 22 de abril de 2010, Holbrook firmó para interpretar al padre del personaje de Katey Sagal en la serie original de FX Sons of Anarchy para un arco de cuatro episodios en su tercera temporada, además de aparecer en un quinto episodio adicional en la temporada final. También tuvo un arco de varios episodios en The Event', una serie de televisión estadounidense de NBC, que apareció en la temporada 2010-2011.
En 2011, Holbrook apareció en Agua para elefantes. En 2012, Steven Spielberg eligió a Holbrook para interpretar a Francis Preston Blair en Lincoln. Sus siguientes papeles cinematográficos fueron en la película de Gus Van Sant Tierra prometida (2012),la película de animación Aviones: Fuego y Rescate (2014), y en el papel secundario de Whizzer en la película dramática Blackway (2016). Se estrenó en el Festival de Cine de Los Ángeles ese mismo año.
En 2016, Holbrook fue elegido para el papel de Red Hudmore y apareció en la temporada final de Bones el 17 de enero de 2017. El 23 de marzo de 2017, apareció en un episodio de Anatomía de Grey interpretando a un cirujano torácico retirado cuya esposa es una paciente, y en Hawaii Five-0 más tarde ese mismo año.
En septiembre de 2017, tras seis décadas interpretando el papel de Mark Twain, Holbrook anunció su retirada de Mark Twain Tonight!  Holbrook indicó que le gustaría seguir trabajando en cine y televisión.

## Vida personal
Holbrook se casó tres veces y tuvo tres hijos. Se casó con una terranova, Ruby Elaine Johnston, en 1945 y tuvieron dos hijos. Se divorciaron en 1965. En 1966, se casó con Carol Eve Rossen. Tuvieron un hijo y se divorciaron en 1983.
Holbrook se casó con la actriz y cantante Dixie Carter en 1984 y la pareja permaneció casada hasta la muerte de Carter de cáncer de endometrio el 10 de abril de 2010. Holbrook apareció como personaje recurrente en la serie de televisión de Carter, Designing Women.

## Muerte
Holbrook falleció en su casa de Beverly Hills el 23 de enero de 2021, a los 95 años; no se hizo pública la causa. Fue enterrado en el cementerio de McLemoresville, Tennessee, junto a su esposa, Dixie Carter.

## Legado
En 2003, el presidente George W. Bush honró a Holbrook con una Medalla Nacional de Humanidades por «encantar al público con el ingenio y la sabiduría de Mark Twain, ya que la perspectiva de Twain nunca deja de dar a Holbrook un buen espectáculo que ofrecer».
La comunidad local de McLemoresville, ciudad natal de su esposa Dixie Carter, construyó el Teatro Dixie de Artes Escénicas en la cercana localidad de Huntingdon (Tennessee), que cuenta con el Auditorio Hal Holbrook. Al retirarse de su personaje de Mark Twain, el HuffPost escribió que Holbrook era «el hombre que más ha hecho por mantener a Mark Twain en la mente de la gente».

## Filmografía

### Cine y televisión
| - The Group (1966) - Wild in the Streets (1968) - They Only Kill Their Masters (1972) - Magnum Force (1973) - Todos los hombres del presidente (1976) - La batalla de Midway (1976) - Capricorn One (1978) - The Fog (La niebla) (1979) - The Kidnapping of the President (1980) - Creepshow (1982) - The Star Chamber (1983) - Creando el terror (Girls Nite Out) (1984) - Wall Street (1987) - The Unholy (1988) - Fletch Lives (1989) - The Firm (1993) - Violación en el ejército (1995) - Innocent Victims (1996) | - Eye of God (1997) - Cats Don't Dance (1997) (voz) - Hércules (1997) (voz) - El tercer gemelo (1997) - Hush (1998) - The Bachelor (1999) - Waking the Dead (2000) - Hombres de honor (2000) - The Majestic (2001) - The West Wing (2001, 2002) - Shade (2003) - Los Soprano (2006) - Hacia rutas salvajes (2007) - Water for Elephants (2011) - The Event (2011) - Lincoln (2012) - Blackway (2015) |

## Premios y distinciones
Premios Óscar
| Año  | Categoría              | Película             | Resultado |
| ---- | ---------------------- | -------------------- | --------- |
| 2008 | Mejor actor de reparto | Hacia rutas salvajes | Nominado  |

Premios del Sindicato de Actores
| Año  | Categoría              | Película             | Resultado |
| ---- | ---------------------- | -------------------- | --------- |
| 2007 | Mejor reparto          | Hacia rutas salvajes | Nominado  |
| 2007 | Mejor actor de reparto | Hacia rutas salvajes | Nominado  |

- Ganó un Tony en 1966.
- Premio del Círculo de la Crítica de Teatro en 1966.
- Nominado a 12 Emmy, de los cuales ganó 5.
- Galardonado con el Premio Edwin Booth en 1996.
- Premio William Shakespeare en 1998.
- Ingresado al Salón de la Fama de Nueva York en 2000.
- Condecorado con la Medalla Nacional de las Letras en 2003.